# Саят-Нова (село)
Саят-Нова (арм. Սայաթ-Նովա) — село в Араратской области Армении. Основано в 1829 году.

## География
Село расположено в западной части марза, на левом берегу реки Раздан, при автодороге , на расстоянии 20 километров к северо-западу от города Арташат, административного центра области. Абсолютная высота — 827 метров над уровнем моря.
Климат
Климат характеризуется как семиаридный (BSk в классификации климатов Кёппена).

## Население
| Год переписи | Население          | Население          | Население          | Население            | Население            | Население            |
| Год переписи | Наличное население | Наличное население | Наличное население | Постоянное население | Постоянное население | Постоянное население |
| Год переписи | Всего              | Мужчины            | Женщины            | Всего                | Мужчины              | Женщины              |
| ------------ | ------------------ | ------------------ | ------------------ | -------------------- | -------------------- | -------------------- |
| 2001         | 1739               | 815                | 924                | 1992                 | 952                  | 1040                 |
| 2011         | 1832               | 891                | 941                | 1886                 | 927                  | 959                  |